# Hana Brejchová
Hana Brejchová (n. 12 decembrie 1946, Praga, Cehoslovacia – d. aprilie 2024, Kladno, Boemia Centrală, Cehia) a fost o actriță de film cehă, sora mai mică a Janei Brejchová. Printre cele mai cunoscute filme ale sale se numără Dragostea unei blonde (1965) și Amadeus (1984).

## Biografie
Hana Brejchová, sora celebrei Jana Brejchová, s-a născut pe 12 decembrie 1946 la Praga. Tatăl ei lucra ca șofer de transport pe distanțe lungi, iar familia era foarte numeroasă. A venit la film din întâmplare. Miloš Forman a ales-o pe tânăra Hana, care are doar optsprezece ani, și a repartizat-o în primul ei rol din filmul Dragostea unei blonde. Trebuie menționat că Miloš Forman era atunci cumnatul Hanei Brejchová și soțul surorii ei mai mari, Jana. 
Prin acest film, s-a cereat în persoana Hanei, o nouă vedetă. Plin de vervă și scene senzaționale, filmul a avut un succes uriaș peste tot în lume, unde a fost proiectat, plăcând publicului chiar și după 45 de ani de la apariția lui. „Descoperitorul” Hanei Brejchová, Miloš Forman, i-a oferit un rol în filmul său biografic Amadeus.
Își continuă cariera cinematografică cu Girafa în fereastră (Žirafa v okně) și Pe urmele sângelui (Po stopách krve), care sunt filme polițiste palpitante. În 1968, a filmat Cea mai frumoasă vârstă (Nejkrásnější věk), rolul tinerei mame Vránová, care vrea să facă bani stând ca model pentru sculptori.
După aceste filme de succes, ea a dispărut din atenția publicului. Cariera ei nu s-a încheiat încă dar nu a mai primit niciodată roluri mai mari, ci doar episodice.
În ultimii ani, Hana Brejchová a trăit în izolare, doar în prima jumătate a anilor 1990 patticipă la câteva filmări. În 2009, un incendiu a izbucnit în apartamentul în care o mulțime de bunuri personale au fost distruse, dar din fericire fotografiile de la filmările ei au fost salvate de incendiu.

## Filmografie selectivă
- 1965 Dragostea unei blonde (Lásky jedné plavovlásky), regia Milos Forman : Andula
- 1965 Puščik jede do Prahy
- 1968 Nejkrásnější věk : Vránová, model
- 1968 Těch několik dní : Květa
- 1968 Girafa în fereastră (Žirafa v okně), regia Radim Cvrcek : Milena
- 1969 Pe urmele sângelui (Po stopách krve), regia Petr Schulhoff : Vlasta
- 1971 O duminică pierdută (Hogo fogo Homolka), regia Jaroslav Papoušek : vocea unei fete în costum de baie